# جصان
جصّان مدينة عراقية تقع على الحدود العراقية الإيرانية وهي ناحية تابعه إلى محافظة واسط حيث تبعد عن مدینة الكوت مركز محافظه واسط 70 كم شرقا تشتهر بنوعية تمورها الجيدة. تتميز المدينة كونها مشيدة على تل. استحدثت الناحية بموجب إرادة ملكية عام 1929.
تعتمد الناحية على الزراعة وتربية المواشي، وهناك هور الشويجة الذي يمتد من غرب الناحية إلى حوالي 18 كم شرق الكوت وهو من المسطحات المائية التي تتسع خلال موسم الشتاء نتيجة سقوط الإمطار ونزول مياه نهر الكلال.

## مواقع أثرية في ناحية جصان
| الموقع            | القرية | الدور التاريخي |
| أبيض الدراني (تل) |        | إسلامي         |
| برتالة (تل)       |        | إسلامي         |
| جصّان (تل)         |        | إسلامي         |